# Pandemia de COVID-19 na Dinamarca
A expansão da pandemia de COVID-19 foi confirmado na Dinamarca a partir de 27 de fevereiro de 2020.
A Dinamarca foi um dos primeiros países europeus a introduzir medidas de lockdown (quarentena), começando em 13 de março. Após um período de aumento consistente nas hospitalizações, o número de pessoas hospitalizadas com COVID-19 vem caindo desde o final de março, com o número de casos que necessitam de cuidados intensivos e unidades de ventilação (que atingiram o pico em meados de março) estando bem abaixo dos recursos disponíveis. Começando em 15 de abril, uma reabertura muito lenta e gradual foi iniciada.
Na tentativa de reduzir o impacto econômico da pandemia, o governo dinamarquês introduziu grandes pacotes econômicos com o apoio de todas as partes no Parlamento. No entanto, estima-se que haverá uma diminuição no Produto Interno Bruto de 3–10% em 2020.
Em 5 de janeiro de 2021, rainha Margarida da Dinamarca foi o primeiro membro da realeza europeia a receber a primeira dose da vacina contra no novo coronavírus.

## Fim da pandemia no país
No dia 10 de setembro de 2021, o ministério da Saúde decretou que a covid "não é mais uma ameaça crítica e que todas as restrições expiram". Com isto caíram a obrigatoriedade do uso de máscaras, a necessidade de apresentação da carteira de vacinação (com exceção dos viajantes vindos do exterior) e a liberação de aglomerações.
Segundo o órgão, a volta ao vida ao normal era possível devido ao êxito na campanha de vacinação.